# Hans Christian Jacobaeus

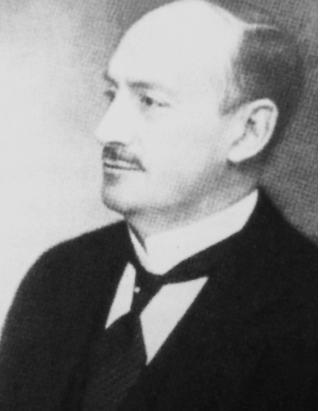
Hans Christian Jacobaeus, um 1920

Hans Christian Jacobaeus (* 29. Mai 1879 in Skarhult, Malmöhus län; † 29. Oktober 1937) war ein schwedischer Internist. 1916 wurde er Professor am Karolinska Institutet in Stockholm. Von 1925 bis zu seinem Tod 1937 war er Mitglied des Nobelpreis-Komitees. Jacobaeus und Georg Kelling führten die ersten Laparoskopien am Menschen aus.
Jacobaeus war nicht nur eine bedeutende Persönlichkeit für die Laparoskopische Chirurgie, sondern auch für die von ihm 1912 eingeführte Thorakoskopie. 1910 führte er mit einem Zystoskop die erste Thorakoskopie durch. Die Technik wurde in der Behandlung von Patienten mit Tuberkulose und Verwachsungen im Thorax genutzt, wobei Jacobaeus galvanokaustisch Pleuraadhärenzen durchtrennte. 1911 veröffentlichte er die Arbeit Über die Möglichkeit die Zystoskopie bei Untersuchung seröser Höhlungen anzuwenden in der Münchner Medizinischen Wochenschrift.
Er leistete auch Pionierarbeit auf dem Gebiet der endoskopischen Untersuchung der Bauchhöhle (Laparoskopie). Er verstand dabei die Möglichkeiten, aber auch die Grenzen dieser Disziplin. Zudem setzte er sich für die Ausbildung von medizinischem Personal auf dem Gebiet der Endoskopie ein. Er sah auch die Notwendigkeit spezialisierter Instrumente für die Laparoskopie, um eine optimale Nutzung zu ermöglichen.
Bereits 1901 hatte in Dresden Georg Kelling (1866–1945) Untersuchungen der Bauchhöhle mit einem Zystoskop durchgeführt, allerdings an Hunden. Kelling beanspruchte jedoch für sich, auch die ersten beiden erfolgreichen laparoskopischen Untersuchungen beim Menschen durchgeführt zu haben. Allerdings hatte er versäumt, dies zeitnah zu publizieren.
Hans Christian Jacobaeus war Vater von Christian Jacobaeus, einem Elektroingenieur.